# Colubrina solanacea
Colubrina solanacea là một loài thực vật có hoa trong họ Táo. Loài này được Rizzini mô tả khoa học đầu tiên năm 1974.